# Bahnhof Wien Leopoldau
Der Bahnhof Wien Leopoldau ist ein U- und S-Bahn-Knoten im 21. Wiener Gemeindebezirk Floridsdorf. Hier halten Regionalzüge sowie drei S-Bahn-Linien. Außerdem befindet sich hier der nordöstliche Endpunkt der U-Bahn-Linie U1. Die Station liegt zwischen Thayagasse und Schererstraße parallel zu diesen und erstreckt sich zwischen Höbarthgasse und Adolf-Loos-Gasse. Namensgeber ist die ehemalige Ortschaft und der nunmehrige Stadtteil Leopoldau.
Nach dem Bau eines Gaswerkes in Leopoldau im Jahr 1911 wurde im Jahr darauf ein Bahnhof errichtet, der die Zulieferung von Kohle für das Gaswerk erleichtern und zudem den Floridsdorfer Verschiebebahnhof entlasten sollte. Die Station Leopoldau Ladestelle war damit Teil der Kaiser-Ferdinands-Nordbahn. Am 2. September 2006 wurde die südlich der bereits vorhandenen Nordbahnstrecke errichtete U-Bahn-Station mit der Inbetriebnahme des Teilstücks der U1 zwischen den Stationen Kagran und Leopoldau eröffnet. Es besteht die Möglichkeit, zu den Autobuslinien 29A, 32A und 36B der Wiener Linien sowie zur regionalen Buslinie 510 Richtung Gerasdorf, Stammersdorf und Strebersdorf umzusteigen. Nachts ist er an Werktagen (montags bis freitags) durch die NightLine Linie N25 an das Netz der Wiener Nachtbusse angeschlossen, an Wochenenden und Feiertagen verkehrt die Linie U1 durchgehend. In den Nächten auf Samstag und auf Sonntag hält hier gegen 2:30 Uhr ein Richtung Mistelbach verkehrender Zug der Linie S2. Östlich des Bahnhofs befindet sich eine Park-and-ride-Anlage, im Norden liegt die Nordrandsiedlung und südlich der Gemeindebau Großfeldsiedlung.

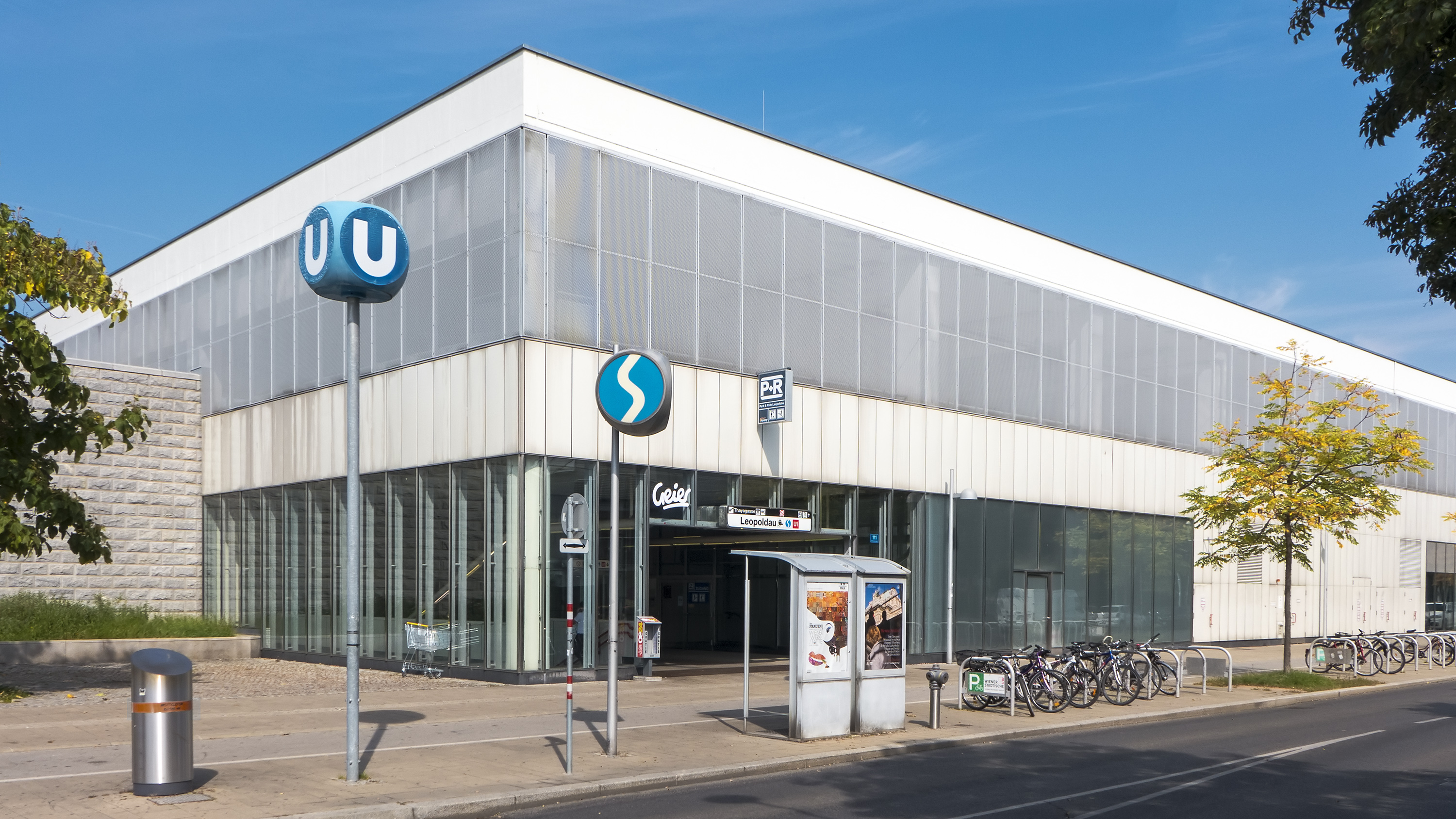
Aufnahmsgebäude
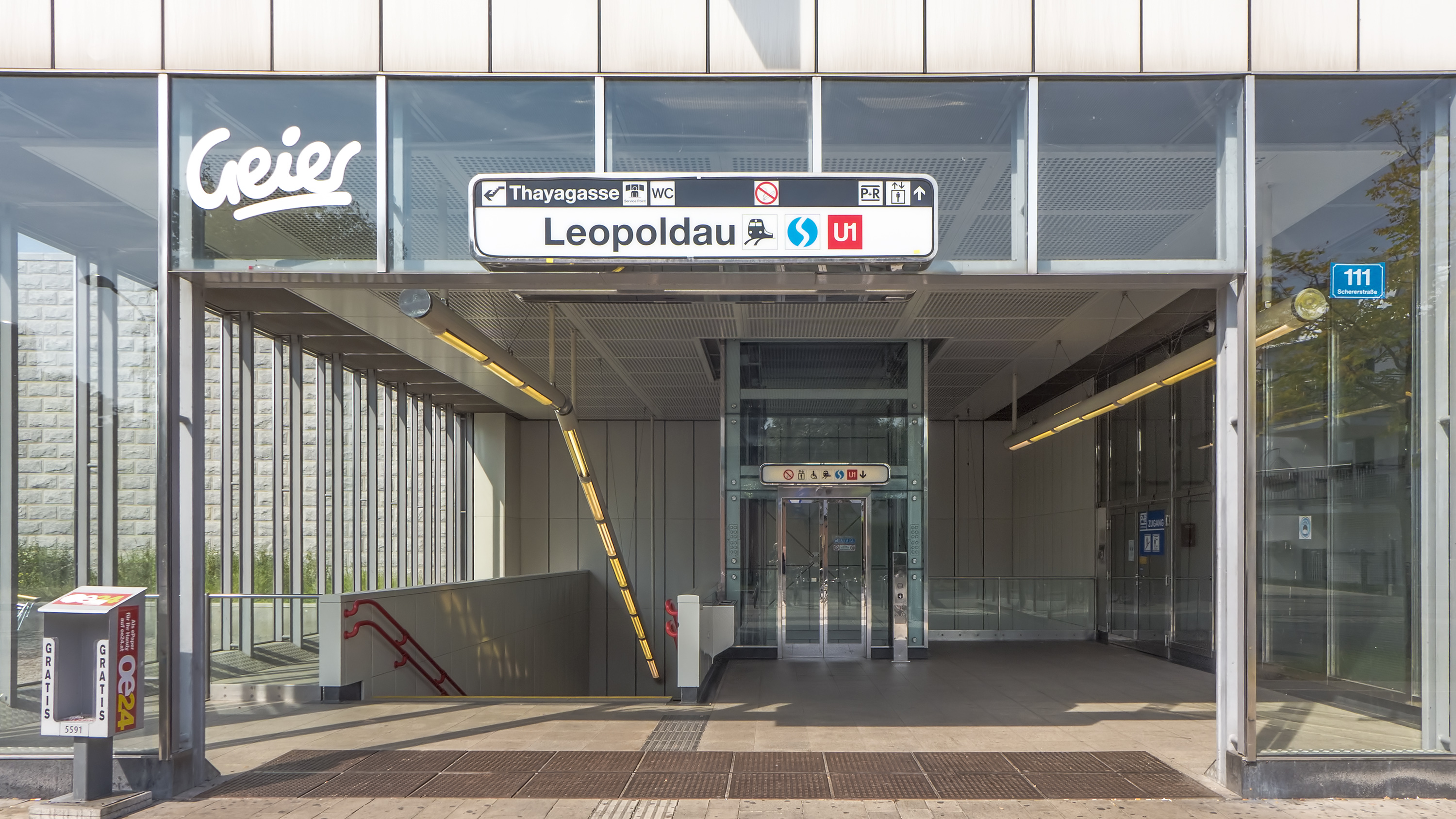
Ausgang Schererstraße
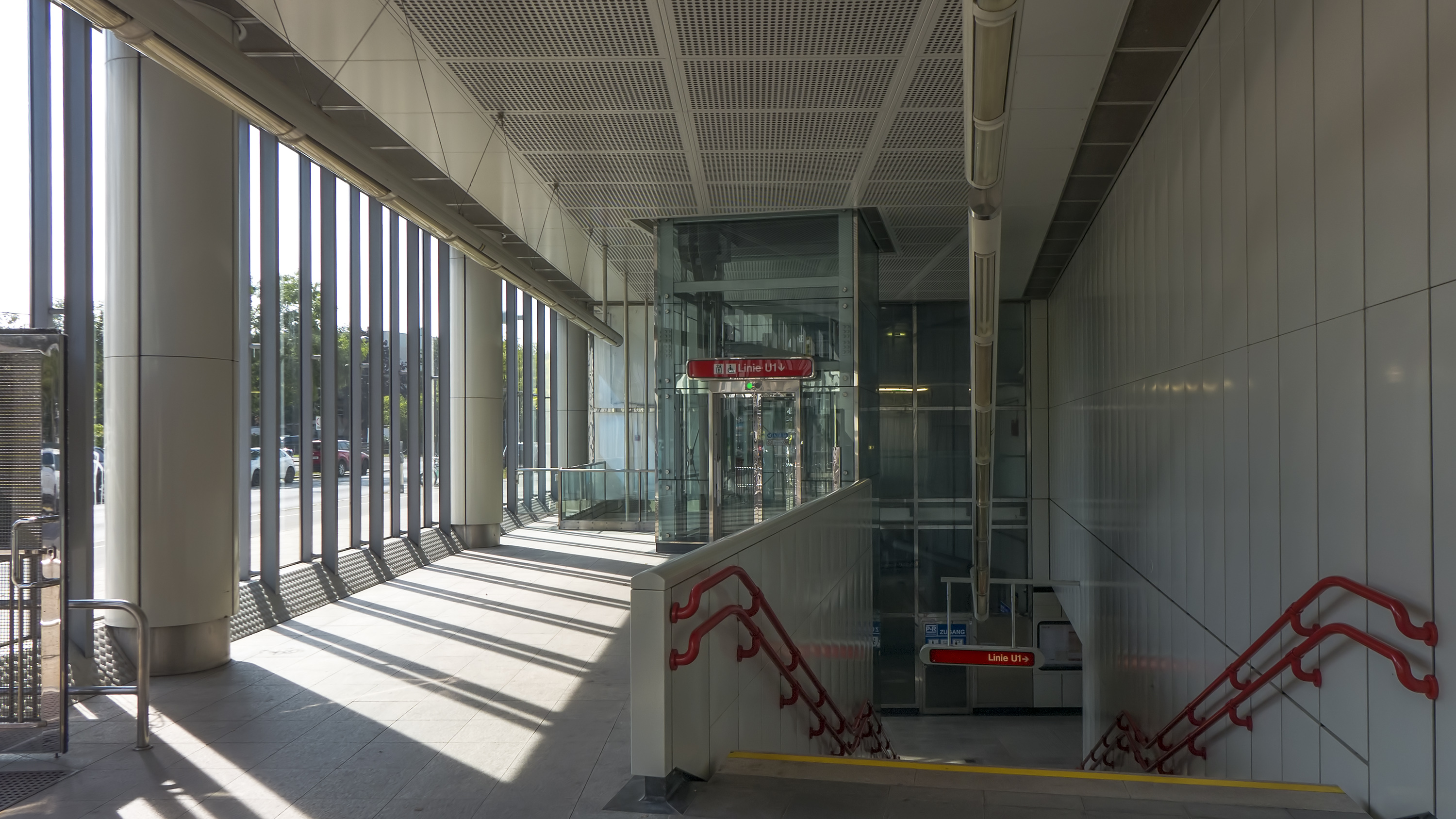
Im Aufnahmsgebäude
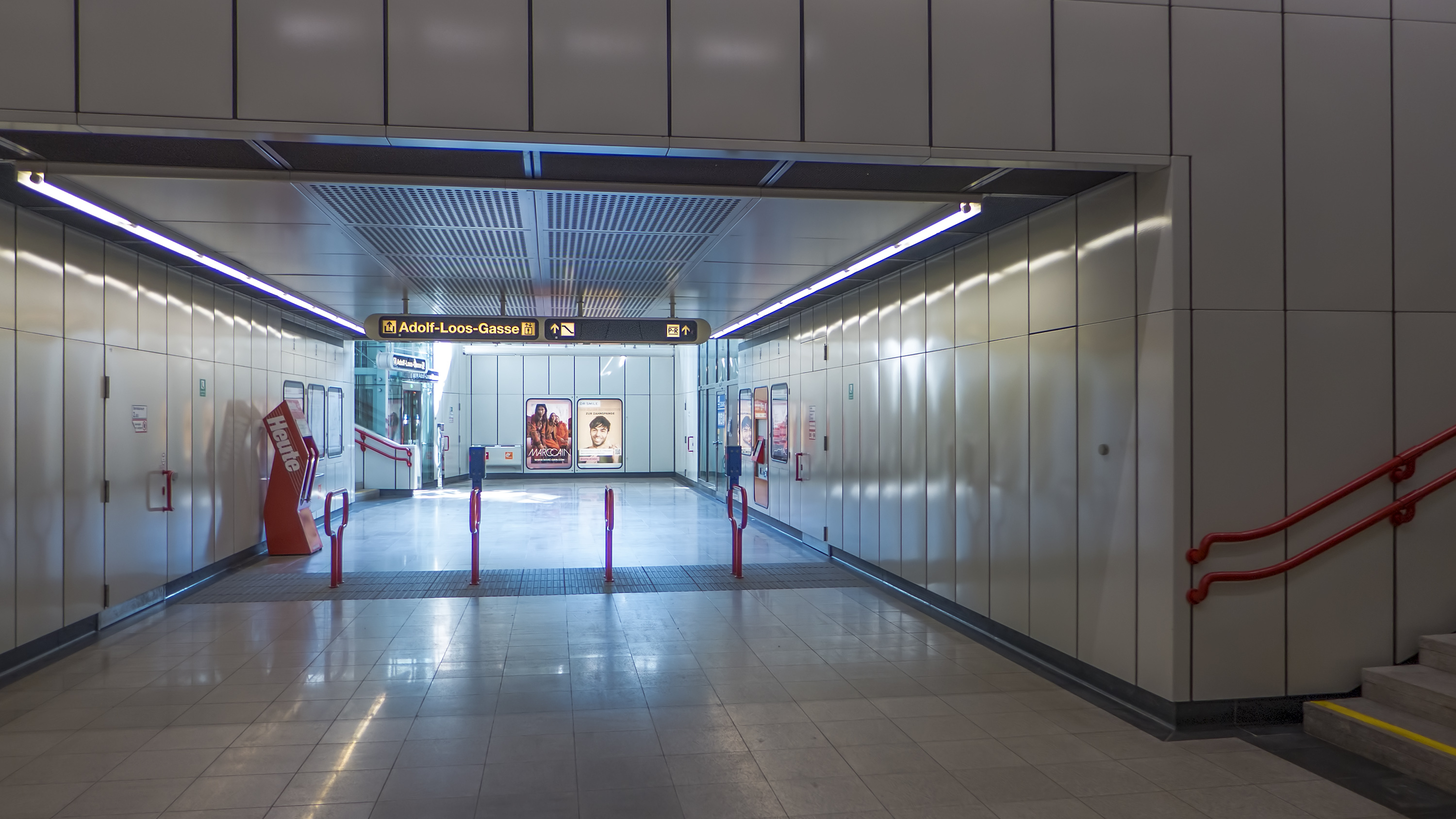
In  der U-Bahn-Station
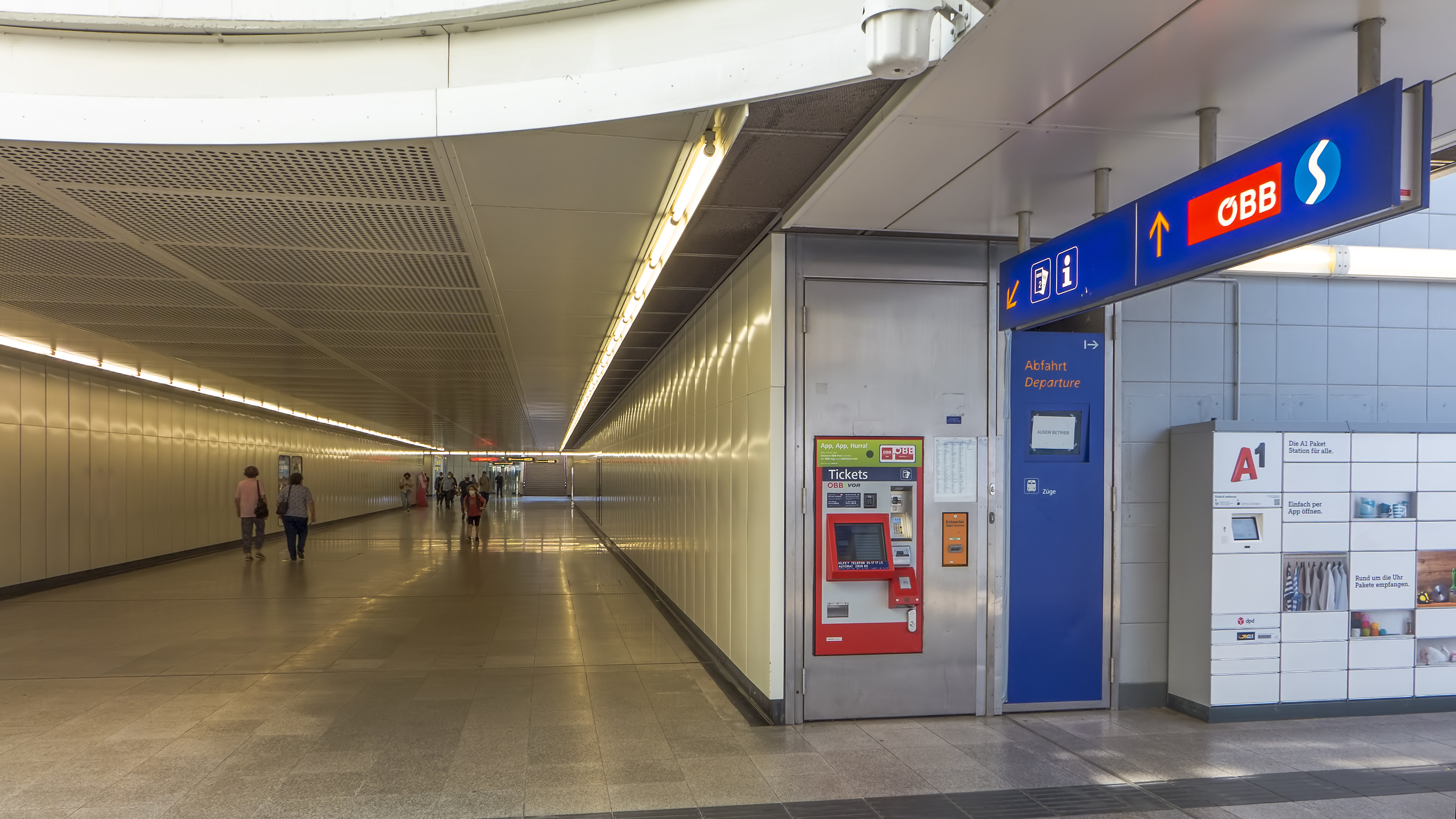
Passage zur S-Bahn
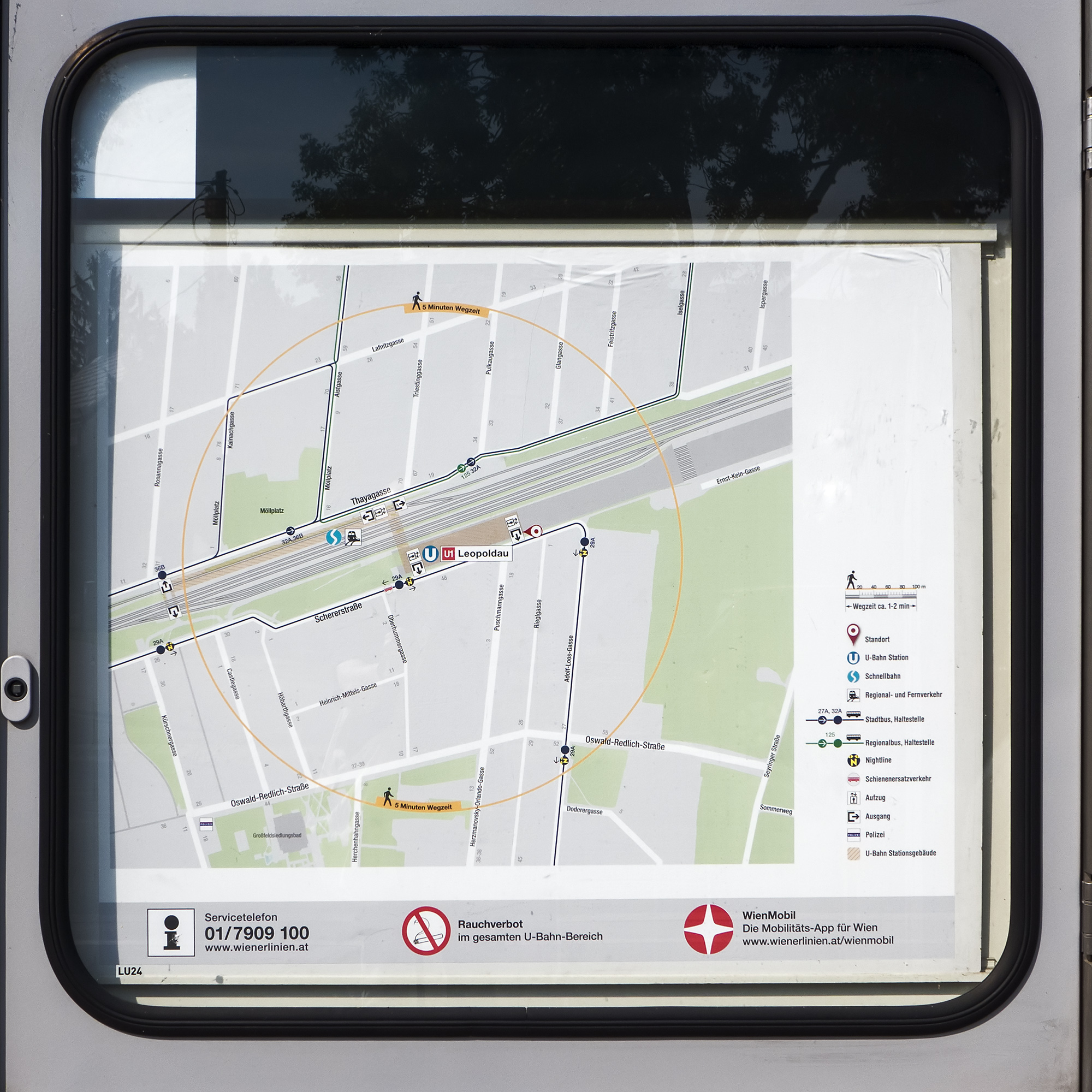
Umgebungsplan